# Hà Gia Kính
Hà Gia Kính (tiếng Trung: 何家劲, tiếng Anh: Kenny Ho Kar-king, sinh ngày 29 tháng 12 năm 1959) là một diễn viên Hồng Kông, và là một ca sĩ Cantopop - Mandopop, nổi tiếng với vai diễn Triển Chiêu trong bộ phim truyền hình Đài Loan 1993 Bao Thanh Thiên, có thể nói đây là vai diễn thành công nhất của ông và ông cũng là diễn viên thể hiện thành công nhất nhân vật Triển Chiêu trong số các diễn viên đã từng đóng vai Triển Chiêu.

## Sự nghiệp
Hà Gia Kính tham gia vào khóa đào tạo diễn viên của ATV năm 1982 và trở thành diễn viên của hãng những năm sau này sau khi ký hợp đồng chính thức. Ông đã tham gia vào những bộ phim khác nhau của ATV, đáng chú ý nhất là serie Trung Hoa Anh Hùng, đóng vào những năm 1990 và 1991, là bộ phim truyền hình nổi tiếng chuyển thể từ bộ truyện tranh hoạt hình cùng tên của Mã Vinh Thành.
Năm 1988, Hà Gia Kính chuyển sự nghiệp sang Đài Loan và tham gia vào bộ phim đầu tiên của ông ở Đài Loan "Bát thiên lý lộ vân hòa nguyệt" (dịch là Tám ngàn dặm cùng mây và trăng, phim phát sóng tại Việt Nam có tên là Nửa cõi sơn hà), đóng vai người anh hùng nổi tiếng của Trung Quốc Nhạc Phi. Kim Siêu Quần thì đóng vai Tần Cối - gian thần hại chết Nhạc Phi trong lịch sử. Bộ phim đã trở nên nổi tiếng khắp Đài Loan và Hà Gia Kính cùng Kim Siêu Quần bắt đầu tạo dựng tên tuổi trong các hộ gia đình thời bấy giờ. ông tiếp tục tham gia vào các sản phẩm truyền hình khác nhau của hãng truyền hình Hoa Thị Đài Loan, bao gồm Bất Liễu Tình (đóng cùng Kim Tố Mai), Thiếu niên Trương Tam Phong, Thư Kiếm Ân Cừu Lục..v...v.. Năm 1993, Hà Gia Kính cùng Kim Siêu Quần trở nên nổi tiếng khắp châu Á cho các vai diễn để đời Triển Chiêu và Bao Chửng trong phim truyền hình Bao Thanh Thiên.
Trong những năm 90s, ông đã tham gia vào các phim điện ảnh khác nhau, trong đó có Ngục Tù Mãnh Long đóng cùng Lưu Đức Hoa, Hồng Lang đóng cùng Chung Lệ Đề. Năm 1997, ông tham gia vào serie phim truyền hình Bảo Tiêu với vai diễn Quách Húc.
Năm 2009, ông cùng Kim Siêu Quần, Phạm Hồng Hiên tiếp tục tham gia vào các bản làm lại của Bao Thanh Thiên ở Trung Quốc Đại Lục. Cho đến nay, bộ 3 đã hoàn thành các bản Bao Thanh Thiên khác nhanh gồm Thất hiệp ngũ nghĩa, Bách huyết đan tâm, Khai phong kì án.
Cũng trong năm 2009, ông tham gia phim điện ảnh Phong Vân 2 với vai diễn khách mời Vô Danh.
Năm 2010, ông tham gia vào bộ phim điện ảnh Singapore Cát Ái đóng cùng diễn viên Trịnh Huệ Ngọc. Ông cũng tham gia một vai phụ trong bộ phim hài Hồng Kông Khách sạn thần tài (đóng cùng Tạ Đình Phong, Trương Gia Huy, Thái Trác Nghiên)
Vai diễn gần đây nhất ông tham gia là vai diễn khách mời trong bộ phim truyền hình Trung Quốc Tân Yến Tử Lý Tam đóng cùng Mỹ Hầu Vương Lục Tiểu Linh Đồng.

## Đời sống cá nhân
Hà Gia Kính đã có mối quan hệ tình cảm với diễn viên/nhà hoạt động chính trị Đài Loan Kim Tố Mai. Họ gặp nhau lần đầu tiên trên phim trường của Bất Liễu Tình năm 1989. Sau đó, họ bắt đầu hẹn hò vào khoảng đầu năm 1990 và chia tay khoảng năm 1993. Tuy vậy, họ vẫn giữ một mối quan hệ bạn bè rất tốt đẹp sau khi chia tay. Hai người đã có một lời hứa với nhau rằng nếu như đến năm 60 tuổi, cả hai vẫn còn cô đơn, thì họ sẽ sống cùng nhau đến suốt đời.

## Những phim truyền hình đã đóng
- Xin Bao Qing Tian 新包青天 (2011) - Tân Bao Thanh Thiên - vai Triển Chiêu ( Zhan Zhao)
- Bao Thanh Thiên (phim truyền hình 2008) - vai Triển Chiêu ( Zhan Zhao )
- Vagabond Vigilante (2006) - Du kiếm giang hồ
- Fei Hua Ru Die 飞花如蝶 (2006) - Phi Hoa Như Điệp
- Yu Ying Feng He 月影风荷 (2005) - Nguyệt Ảnh Phong Hà
- Zui Jian En Chou Lu 醉剑恩仇录 (2004) - Túy kiếm ân cừu lục
- Tian Xia Zei Wang 天下贼王 (2004) - Thiên hạ tặc vương
- Wu You Gong Zhu 无忧公主 (2003) - Vô Ưu công chúa
- Fei Mao Zheng Chuan 2 肥猫正传 2 (1999) - Phì miêu chính truyện
- Bodyguards 保镖Ⅲ天之娇女 (1998) Bảo phiêu III Thiên kiều chi nữ
- Ma Yong Zhen 马永贞 (1998) - Mã Vĩnh Trinh
- Bao Thanh Thiên (phim truyền hình 1993) (包青天 (1993年電視劇)) vai Triển Chiêu (Zhan Zhao)
- Juvenile Zhang San Feng 少年张三丰 (1990) - Thiếu niên Trương Tam Phong
- Zhong Hua Ying Xiong 中华英雄 (1990) - Trung Hoa anh hùng
- Eight Thousand Li of Cloud and Moon 八千里路雲和月 (1988) - Bát thiên lý lộ vân hòa nguyệt (Nửa cõi sơn hà) - vai Nhạc Phi
- Liang Xiao Hua Nong Yue 良宵花弄月 (1987) - Lương Tiêu Hoa lộng nguyệt
- Zhuge Liang 诸葛亮 (ATV, 1985) - Gia Cát Lượng
- Ode To Gallantry 游侠情 (1984) - Du hiệp tình
- Tie Dan Ying Xiong 铁胆英雄 (1983) - Thiết đảm anh hùng
- The General 大将军 (1982) - Đại tướng quân
- Raging Bull 再见狂牛 (1982) - Tái kiến cuồng ngưu
- Jiang Hu Ye Yu Shi Nian Deng 江湖夜雨十年灯 - Giang hồ dạ vũ thập niên đăng
- bảo tiêu

## Những phim Điện ảnh đã đóng
- The Occupant (1984)
- The Long Road to Gallantry (1984)
- Twinkle Twinkle Lucky Stars (1985)
- Sweet Sixteen (1986)
- That Enchanting Night (1987)
- Eastern Condors (1987)
- Project A Part II (1987) Kế hoạch A phần 2
- Police Story 2 (1988) Câu chuyện cảnh sát 2
- Edge of Darkness (1988)
- Whampoa Blues (1990)
- Ghost Legend (1990)
- Dragon in Jail (1990) Ngục tù mãnh long
- Family Affairs (1994)
- No Justice for All (1995)
- The Red Wolf (1995)
- Diary of a Serial Killer (1995)
- Red Zone (1995)
- Phong Vân 2 (2009)
- Treasure Inn (2011) Quán trọ thần tài